# Dry Run
Dry Run é um lugar designado pelo censo localizado no condado de Hamilton no estado estadounidense de Ohio. No Censo de 2010 tinha uma população de 7.281 habitantes e uma densidade populacional de 600,69 pessoas por km².

## Geografia
Dry Run encontra-se localizado nas coordenadas 39° 06′ 17″ N, 84° 19′ 52″ O. Segundo a Departamento do Censo dos Estados Unidos, Dry Run tem uma superfície total de 12.12 km², da qual 12.1 km² correspondem a terra firme e (0.19%) 0.02 km² é água.

## Demografia
Segundo o censo de 2010, tinha 7.281 habitantes residindo em Dry Run. A densidade populacional era de 600,69 hab./km². Dos 7.281 habitantes, Dry Run estava composto pelo 93.81% brancos, o 0.91% eram afroamericanos, o 0.11% eram amerindios, o 3.16% eram asiáticos, o 0% eram insulares do Pacífico, o 0.33% eram de outras raças e o 1.69% pertenciam a duas ou mais raças. Do total da população o 1.84% eram hispanos ou latinos de qualquer raça.

## Localidades na vizinhança
O diagrama seguinte representa as localidades num raio de 4 km ao redor de Dry Run.